# Іванов-Кавказький Володимир Георгійович
Володимир Георгійович Іванов-Кавказький (нар. 1888, Тифліс, Російська імперія — розстріляний 30 жовтня 1937, Москва, СРСР) — радянський партійний і господарський  діяч, керуючий об'єднання «Союзторф». Член ЦВК СРСР 5-го скликання, кандидат у члени ЦВК СРСР 1—4-го скликань. Член Центральної контрольної комісії ВКП(б) у 1930—1934 роках.

## Біографія
Член РСДРП(б) з 1907 року.
Був заарештований та перебував на засланні за революційну діяльність.
З 1917 року — член Тифліського комітету РСДРП(б); член виконавчого комітету крайової ради Кавказької армії; член президії східної частини Центрофлоту.
У 1918 році працював у Замоскворіцькому районі Москви.
Потім служив начальником військового летючого загону Московського військового округу, начальником бойового загону із охорони Рязано-Уральської залізниці. До 1921 року — в Червоній армії.
З 1921 року — на партійній і радянській роботі в Грузинській РСР.
У 1928—1931 роках — голова Центральної контрольної комісії КП(б) Грузії — народний комісар робітничо-селянської інспекції Грузинської РСР.
З жовтня 1931 року — керуючий об'єднання «Союзторф». З червня 1932 року — член колегії Народного комісаріату важкої промисловості СРСР. На 1933 рік — начальник Головного управління торф'яної промисловості Народного комісаріату важкої промисловості СРСР.
З 1934 по серпень 1937 року — начальник Головного управління арматурно-ливарної промисловості Народного комісаріату важкої промисловості СРСР.
22 серпня 1937 року заарештований органами НКВС. Засуджений Воєнною колегією Верховного суду СРСР 29 жовтня 1937 року до страти, розстріляний наступного дня. Похований на Донському цвинтарі Москви.
5 жовтня 1955 року посмертно реабілітований, поновлений в партії